# کاکایی‌های ماهی‌خوار
کاکایی‌های ماهی‌خوار یا ماهی‌آله (نام علمی: Ichthyaetus) نام یک سرده از تیره مرغ نوروزی است.
Ichthyaetus در یونانی به معنای ماهی-عقاب است و آله نیز واژه‌ای فارسی به معنی عقاب است. (نگا: الموت)

## گونه‌ها
- کاکایی چشم‌سفید،  Ichthyaetus leucophthalmus
- کاکایی دودی،  Ichthyaetus hemprichii
- کاکایی سربزرگ،  Ichthyaetus ichthyaetus
- کاکایی اودوین،  Ichthyaetus audouinii
- کاکایی مدیترانه‌ای،  Ichthyaetus melanocephalus
- کاکایی بازمانده،  Ichthyaetus relictus